# 심플 플랜 (영화)
《심플 플랜》(영어: A Simple Plan)은 1998년에 개봉한 미국의 네오누아르 범죄 스릴러 영화이다. 샘 레이미가 연출하였으며, 스콧 스미스가 1993년에 펴낸 본인 동명 소설을 바탕으로 각본을 썼다.

## 줄거리
미네소타주 라이트군 시골에 사는 형제 행크와 제이컵, 제이컵의 친구 루는 우연히 함께 동네에 추락한 비행기 동체 안에서 440만 달러 어치 현금 다발을 발견하고 이를 나눠가진다. 그러나 곧 서로를 향한 불신이 팽배한 끝에 배신, 속임수, 살인을 아우르는 비극이 이어진다.

## 출연
- 빌 팩스턴 - 행크 미첼 역
- 빌리 밥 손턴 - 제이컵 미첼 역
- 브리짓 폰다 - 세라 미첼 역
- 브렌트 브리스코 - 루 역
- 게리 콜 - 백스터 역
- 첼시 로스 - 칼 서장 역
- 베키 앤 베이커 - 낸시 체임버스 역
- 톰 케리 - 드와이트 역
- 존 팩스턴 - 슈밋 씨 역
- 질 세이어 - 간호사 역

## 우리말 녹음
KBS 성우진
- 장광 - 행크 미첼(빌 팩스턴)
- 유해무 - 제이컵 미첼(빌리 밥 손턴)
- 최덕희 - 세라 미첼(브리짓 폰다)
- 장승길 - 루(브렌트 브리스코)
- 이근욱 - 칼 서장(첼시 로스)
- 성선녀 - 낸시 체임버스(베키 앤 베이커)
- 황원 - 드와이트(톰 케리)
- 문영래 - 슈밋 씨(존 팩스턴)
- 김정주 - 간호사(질 세이어)
- 서광재 - FBI 요원 1
- 이승주 - 백스터(게리 콜)
- 이주원 - FBI 요원 2